# Маючая, Клавдия Яковлевна
Кла́вдия Я́ковлевна Маю́чая (урождённая Ла́птева; 15 мая 1918, Саранск — 14 октября 1989) — советская легкоатлетка. Заслуженный мастер спорта СССР (1947).
Чемпионка Европы 1946 года в метании копья. В 1947 году первой в мире метнула копьё за 50 м (результат не был зарегистрирован в качестве мирового рекорда, так как СССР ещё не был членом IAAF, но признаётся IAAF как первый в истории бросок дальше 50 м). 9-кратная чемпионка СССР в метании копья, диска и гранаты (1938—1947).
Окончила ГЦОЛИФК.

## Биография
Выступала за Москву — спортивные общества «Буревестник» (1936—1944), «Динамо» (1945—1954).
Лаптева в 1938 году сменила в качестве лучшей копьеметательницы СССР другую ленинградку Анну Маслову и оставалась лучшей по 1947 год (кроме 1945 года, когда её опередила Людмила Анокина).
Наиболее удачными сезонами для Маючей (она сменила фамилию в 1943 году) стали 1946 и 1947 годы, когда она выиграла все официальные соревнования, включая чемпионат Европы 1946; становилась лидером мирового сезона; вернула себе рекорд СССР, отобранный в 1945 году Анокиной и установила неофициальный рекорд мира (её рекорд был побит в 1949 году Натальей Смирницкой).
Лаптевой первой из советских метательниц копья удалось закрепиться в мировой элите — её результаты входили в десятку лучших результатов сезона в мире 11 раз в метании копья (1938—1939, 1943—1949, 1952—1953; в 1946 и 1947 — лидер сезона) и 2 раза в метании диска (1943, 1945).
Скончалась 14 октября 1989 года в Москве. Похоронена в колумбарии Востряковского кладбища в Москве (секция 16).

## Спортивные достижения
|       | Метание копья | Метание копья |
| Место | Результат     |               |
| ----- | ------------- | ------------- |
| 1946  | чемпионка     | 46,25 м       |

|       | Метание копья | Метание копья | Метание диска | Метание диска | Метание гранаты             | Метание гранаты             | Пятиборье | Пятиборье |
| Место | Результат     | Место         | Результат     | Место         | Результат                   | Место                       | Результат |           |
| ----- | ------------- | ------------- | ------------- | ------------- | --------------------------- | --------------------------- | --------- | --------- |
| 1938  | чемпионка     | 41,58 м       |               |               | чемпионка                   | 45,43 м                     | 2-е место | 3876      |
| 1939  | чемпионка     | 45,88 м       |               |               |                             |                             |           |           |
| 1940  |               |               |               |               |                             |                             |           |           |
| 1943  | чемпионка     | 44,13 м       | 3-е место     | 39,95 м       |                             |                             |           |           |
| 1944  | чемпионка     | 42,54 м       |               |               |                             |                             |           |           |
| 1945  | 3-е место     | 41,38 м       | чемпионка     | 43,40 м       |                             |                             |           |           |
| 1946  | чемпионка     | 47,46 м       | 2-е место     | 40,06 м       | чемпионка                   | 47,37 м                     | 3-е место | 3648      |
| 1947  | чемпионка     | 47,82 м       |               |               | Соревнования не проводились | Соревнования не проводились |           |           |
| 1948  | 3-е место     | 44,40 м       |               |               | Соревнования не проводились | Соревнования не проводились |           |           |
| 1949  |               |               |               |               | Соревнования не проводились | Соревнования не проводились |           |           |
| 1950  |               |               |               |               | Соревнования не проводились | Соревнования не проводились |           |           |
| 1951  |               |               |               |               | Соревнования не проводились | Соревнования не проводились |           |           |
| 1952  | 2-е место     | 45,04 м       |               |               | Соревнования не проводились | Соревнования не проводились |           |           |

Рекорды СССР
```
метание копья      42,37            18.06.1939   
Москва

                   43,42             5.07.1939   
Москва

                   44,40            12.07.1939   
Москва

                   45,88            25.08.1939   
Харьков

                   50,32  
выше РМ
   23.09.1947   
Москва
     
Первая в истории — лучше 50 м.
```

```
пятиборье           3557
[
a 2
]
         10.08.1945   
Москва

                 (11,51 — 4,67 — 14,2 — 1,35 — 40,89)
```

Примечания
1. ↑  бег на 100 м, метание копья, прыжки в длину, метание диска, бег на 800 м
2. 1 2  толкание ядра, прыжки в длину, бег на 100 м, прыжки в высоту, метание копья